# Aleš Pajovič
Aleš Pajovič, slovenski rokometaš, * 6. januar 1979, Celje.
Pajovič je igral na mestu levega zunanjega. Gre za enega najboljših slovenskih rokometašev vseh časov, ki je tudi dolgo vodil na lestvici reprezentančnih strelcev po številu doseženih golov. 

## Igralska kariera

### Klub
Pajovič je v karieri igral za klube Celje Pivovarna Laško, BM Ciudad Real in THW Kiel. Nato od 2009 in do 2011 ponovno za Celje Od sezone 2011 do 2013 je igral za nemški SC Magdeburg, nato za Lübbecke in od 2015 za avstrijski Graz. 

### Reprezentanca
Za slovensko reprezentanco je nastopil na olimpijskih igrah 2000 in 2004. Bil je tudi član srebrne reprezentance na Evropskem prvenstvu 2004 v Sloveniji. Zadnjič je za slovensko izbrano vrsto igral na EP 2010. 
V svojem reprezentančnem času je bil najboljši strelec ekipe za katero je v 181 nastopih dosegel 697 zadetkov. To število golov je bilo dolgo časa tudi strelski rekord reprezentance vse do januarja 2016, ko ga je prehitel Luka Žvižej.

## Trener
Igralsko kariero nadaljuje v starosti 37 let pri avstrijskem drugoligašu Grazu v katerem je v dvojni vlogi kot igralec in trener.

## Klubi v igralski karieri
- Celje Pivovarna Laško, 1998 - 2003
- BM Ciudad Real, 2003 - 2007
- THW Kiel, 2009
- BM Ciudad Real, 2007 - 2009
- Celje Pivovarna Laško, 2009 - 2011
- SC Magdeburg, 2011 - 2013
- TuS N-Lübbecke, 2013-15
- HSG Graz, 2015-16